# Searcy (Arkansas)
Searcy es una ciudad ubicada en el condado de White en el estado estadounidense de Arkansas. Es la sede del Condado de White. En el Censo de 2010 tenía una población de 22.858 habitantes y una densidad poblacional de 478,63 personas por km². Es la principal ciudad del Área Micropolitana Estadística de Searcy, Arkansas, la cual cubre todo el Condado de White. Su nombre, al igual que el del Condado de Searcy, proviene de Richard Searcy, un juez de la Corte Superior del Territorio de Arkansas.
La ciudad alberga la universidad privada más grande del estado, Harding University, afiliada con las Iglesias de Cristo. Harding College (su nombre original) se mudó de Morrilton a Searcy a mediados de los años 1930, y ocupó el campus de la antigua Universidad para Mujeres Galloway. La compañía Yarnell Ice Cream, distribuidora y productora de helados, tiene su sede en el centro de la ciudad. Mike Beebe, actual Gobernador de Arkansas, ha vivido y trabajado en Searcy varios años, tanto como abogado privado así como representante del área en la Asamblea General de Arkansas. Su esposa, Ginger, nació en Searcy.

## Historia
De acuerdo con Searcy, Arkansas: A Frontier Town Grows up with America por Dr. Ray Muncy, Israel Moore, quien viajó al oeste desde Filadelfia, estuvo a cargo del trazado de las calles originales de Searcy, y "procedió a nombrar las calles más importantes con el mismo nombre de aquellas del centro de Filadelfia cerca del Independence Hall; Race, Arch, Market, Vine, Spring y las calles que honran árboles Cherry, Spruce, Locust y Pine". En 1957, Searcy nombró la Avenida Moore en honor de este fundador del siglo XIX.
Quizás por coincidencia, Spring Street (además del Parque Spring en el centro de Searcy) también sugiere una referencia a los primeros días de asentamiento en el área de Searcy, cuando la comunidad era conocida como White Sulphur Springs. A partir de 1834, las nacientes locales con supuestas propiedades terapéuticas atrajeron numerosos visitantes al área, de forma similar a la atracción popular hacia Hot Springs.
Durante la guerra civil estadounidense la batalla de Whitney's Lane fue peleada cerca de Searcy, aunque el lugar exacto es disputado. El Playón de Searcy, en el río Little Red, es el lugar de descanso final para muchos desafortunados yanquis.
A pesar de haber perdido muchos trabajos de fábrica, Searcy ha experimentando recientemente una revitalización económica, gracias en gran parte al arrendamiento de los derechos a los minerales del área por empresas de gas natural. Sin embargo, algunos residentes están preocupados por el impacto ambiental de esos proyectos de extracción extensiva.

## Geografía
Searcy se encuentra ubicada en las coordenadas 35°14′28″N 91°44′7″O / 35.24111, -91.73528. Según la Oficina del Censo de los Estados Unidos, Searcy tiene una superficie total de 47.76 km², de la cual 47.49 km² corresponden a tierra firme y (0.55%) 0.26 km² es agua.

## Demografía
Según el censo de 2010, había 22858 personas residiendo en Searcy. La densidad de población era de 478,63 hab./km². De los 22858 habitantes, Searcy estaba compuesto por el 86.79% blancos, el 7.49% eran afroamericanos, el 0.5% eran amerindios, el 1.26% eran asiáticos, el 0.07% eran isleños del Pacífico, el 1.95% eran de otras razas y el 1.94% pertenecían a dos o más razas. Del total de la población el 4.55% eran hispanos o latinos de cualquier raza.

## Educación
- Harding University
- ASU Searcy, un campus técnico de la Arkansas State University
- Searcy High School
- Harding Academy
- Riverview High School
- Morris School for boys
- Ahlf Junior High School
- Southwest Middle School
- McRae Elementary
- Sidney Deener Elementary
- Westside Elementary
- Liberty Christian School (K - 8)

## Personajes reconocidos
- Beth Ditto, cantautor de la banda The Gossip.